# 조 열후
조 열후(趙烈侯, ? ~ 기원전 400년)는 중국 전국시대 조나라(趙)의 군주(재위: 기원전 408년 ~ 기원전 400년)이다. 이름은 조적(趙籍). 조 헌자(趙獻子) 완(浣)의 아들이다.

## 생애
진나라(晉)의 육경(六卿) 중에 하나인 조씨 가문은 조 양자(趙襄子) 무휼(無恤)과 조 헌자 조완의 활약으로 사실상에 독립국이 됐지만, 명목상으로는 진나라의 신하로 자칭하고 있었다. 그 후에 기원전 403년, 한 경후(韓景侯), 위 문후(魏文侯)와 함께 주나라(周)의 위열왕(威烈王)에게 제후로 인정 받아서, 진나라가 3개의 국가로 분리되었다. 그 때, 열후는 아버지 조완(趙浣)을 제후로 추증을 하였다. 그리고 제후가 되어 재위한지 3년만에 사망하였다.
조 열후는 아들인 조장(趙章)이 있었지만, 나이가 어려서 조나라가 제후로 인정 받은지, 불과 3년 밖에 지나지 않아서 다른 제후국들의 내정 간섭을 받기 두려워 한 것이 원인이 되어서, 열후의 동생인 무공(武公)이 즉위를 하였다.
| 전 임 헌자(獻子) | 제1대 중국 전국시대 조나라의 군주 기원전 408년 ~ 기원전 400년 | 후 임 무공(武公) |